# Zachowice
Zachowice (niem. Sachwitz, 1937–1945 Martinsgrund) – wieś w Polsce położona w województwie dolnośląskim, w powiecie wrocławskim, w gminie Kąty Wrocławskie. W latach 1975–1998 miejscowość administracyjnie należała do województwa wrocławskiego.

## Historia
Wieś pierwszy raz wzmiankowana w roku 1217 jako  Zachouici, została podarowana wówczas biskupowi wrocławskiemu przez Zachariasza, syna Artwiga. W późniejszych dokumentach pojawiają się nazwy: Zethonaterki w roku 1256 oraz Sachenkirch w roku 1317.

## Zabytki
Do wojewódzkiego rejestru zabytków wpisany jest:
- kościół par. pw. Wniebowzięcia NMP; pierwsza wzmianka o kościele w Zachowicach pochodzi z roku 1217, jednak obecna świątynia została wybudowana w roku 1514. Kościół był kilkakrotnie przebudowywany, około roku 1700 przy prezbiterium wybudowano kaplicę pw. Trzech Króli. W czasach reformacji świątynia została przejęta przez protestantów, w roku 1653 powróciła do katolików.

inne
- cmentarz przykościelny otoczony murem, w którym zachowały się renesansowe płyty nagrobne rodziny von Seidlitz z lat 1578-1612[4]

## Sport
- Ludowy Zespół Sportowy Zachowice (klasa B piłki nożnej mężczyzn)